# 유성렬 (1866년)
유성렬(柳成烈, 1866년 음력 6월 3일 ~ ?)은 대한제국과 일제강점기의 관료이다. 본관은 문화이다.

## 생애
1896년에 판임관 7등의 내부 주사에 임명되는 등 대한제국 시기 동안 탁지부와 내부에서 관리로 근무했다. 1905년에 내부 참서관에 올랐고, 1907년에는 내부 서기랑이 되었다.
1907년 12월 31일 경상남도 진주군 군수로 임명되어 1908년에 발령받았다가, 1910년에 한일 병합 조약이 체결되어 그대로 조선총독부 소속 관리가 되었다. 유성렬은 경상남도 영산군 군수로 이동하였다. 1914년 초에 구 대한제국 출신 군수들이 대거 면직 처리되었을 때 물러나 총독부 군수로는 약 3년 반 동안 재직하였다.
영산군수로 재직 중이던 1912년에 일본 정부로부터 한국병합기념장을 수여받았다. 퇴관 당시 정7위에 서위되어 있었다.
민족문제연구소가 2008년에 공개한 민족문제연구소의 친일인명사전 수록예정자 명단 중 관료 부문에 포함되었다.

## 참고 자료
- 유성렬(柳成烈) - 국사편찬위원회